# Neglinnaja
Die Neglinnaja (russisch Негли́нная), umgangssprachlich auch Neglinka (Негли́нка), ist ein kleiner linker Nebenfluss der Moskwa direkt im Zentrum Moskaus. Der Fluss ist rund 7,5 km lang und verläuft heute ausschließlich unterirdisch in einem speziell dafür eingerichteten Kanal. Die Mündung in die Moskwa verläuft in zwei separaten Tunneln, jeweils in der Nähe der Großen Steinernen Brücke und der Großen Moskwa-Brücke.

## Geschichte, Kurzbeschreibung
Ursprünglich gehörte die Neglinnaja zum Stadtbild der russischen Hauptstadt, da sie durch ihren historischen Stadtkern fließt und in unmittelbarer Nähe des Kremls in die Moskwa mündet. Da sie jedoch bei höheren Wasserständen der Moskwa sehr oft über die Ufer trat und dadurch Überschwemmungen verursachte, wurde sie 1819 erstmals in ein unterirdisches Rohr umgeleitet, das sich über drei Kilometer bis zur Mündung erstreckte. Nahe der Mündung wurde wenig später an der Stelle des ehemaligen Flussbettes der Alexandergarten angelegt. In den 1960er- und 1970er-Jahren wurde die unterirdische Rohrleitung erneuert und weiter verlängert. Seitdem verläuft der Fluss vollständig unterirdisch; lediglich die Mündungsstelle in der Nähe der südlichen Kreml-Mauer ist von außen zu sehen.
Der Flusslauf der Neglinnaja gab einigen historischen Straßen Moskaus ihre bis heute bestehenden Namen. Beispielsweise nennt sich der Trubnaja-Platz (russ. Трубная площадь), wörtlich Rohrplatz, nach dem unterirdischen Rohr, durch das die Neglinnaja fließt. Der Kusnezki Most (russ. Кузнецкий мост) erinnert an eine ehemalige Brücke über den Fluss (Most = Brücke) und die Neglinnaja-Straße (russ. Неглинная улица) verläuft entlang eines Abschnitts des ehemaligen Flussbettes der Neglinnaja.